# パトリック・ラムジー
パトリック・ラムジー（Patrick Ramsey 1979年2月14日- ）はルイジアナ州ラストン出身の元アメリカンフットボール選手。現役時代のポジションはクォーターバック。

## 経歴
高校時代はアメリカンフットボールのクォーターバックとしてプレーした他、やり投で全米の高校生ランク1位となり、1997年にキューバのハバナで行われたパンアメリカンジュニア競技大会で銅メダルを獲得した。
チュレーン大学では1999年に獲得ヤード、パス試投、パス成功数など大学のパス記録を20塗り替えた。この年彼は大学歴代2位となる25タッチダウンを投げたがその一方24インターセプトを喫した。2000年は全米3位のパス成績をあげてカンファレンス・USAのセカンドチームに選ばれた。2001年には11試合に先発出場し22タッチダウンをあげた。彼は大学記録となる31試合連続タッチダウンパス成功の記録を作った。
2002年のNFLドラフト1巡目でワシントン・レッドスキンズに指名されて入団しトニー・バンクスの代わりとして期待されたがスティーブ・スパリアーヘッドコーチのオフェンスプランは難しく1年目はシェーン・マシューズ、ダニー・ワーウェルと併用された。2年目の2003年は開幕戦から先発QBを務めたがこの年彼は多くのサックを浴び、シーズン終盤にマーク・ブルネルに先発の座を奪われた。2004年、スパリアーヘッドコーチがチームを去り、ジョー・ギブスはブルネルが先発QBに指名され控えQBとしてスタートしたが同年11月に先発QBに昇格した。2005年、シカゴ・ベアーズとの開幕戦でランス・ブリッグズにヒットされた際、首を痛め、第2週からブルネルの控えとなった。
2006年3月、ドラフト6巡指名権とのトレードでニューヨーク・ジェッツに移籍した。チャド・ペニントンとの先発QB争いに敗れた彼はシーズン終了後、ジェッツから放出された。
2007年、デンバー・ブロンコスと契約しジェイ・カトラーの控えQBとなったが2009年3月、ブロンコスから放出された。2009年4月3日、ケリー・コリンズ、ヴィンス・ヤングに次ぐ第3QBとしてテネシー・タイタンズと契約したが10月3日、コーナーバックのケアリー・ウィリアムズがプラクティス・スクワッドからロースター入りする代わりにチームから解雇された。同年12月26日、故障者リスト入りしたマシュー・スタッフォードの代わりとしてデトロイト・ライオンズと契約した。
2010年7月28日、ニューオーリンズ・セインツと1年契約を結び、トレーニングキャンプに参加しドリュー・ブリーズの控えQBの座を目指したがチェイス・ダニエルとの争いに敗れ9月3日、ロースターからカットされた。その後QBに負傷者が出ていたジャクソンビル・ジャガーズの控えQBを務めていたが10月29日チームから解雇された。同年11月15日、チャド・ヘニーとチャド・ペニントンが負傷したマイアミ・ドルフィンズのトライアウト（彼の他にJ・T・オサリバン、ジャマーカス・ラッセル、トム・ブランドステイター、トミー・グラディが参加した。）を受けて入団したが、11月30日に解雇された。その後12月15日にミネソタ・バイキングスと契約した。